# Shannonomyia (Roraimomyia) exilipes
Shannonomyia (Roraimomyia) exilipes is een tweevleugelige uit de familie steltmuggen (Limoniidae). De soort komt voor in het Neotropisch gebied.